# Dirección Táctica Urbana de la Policía Nacional del Perú

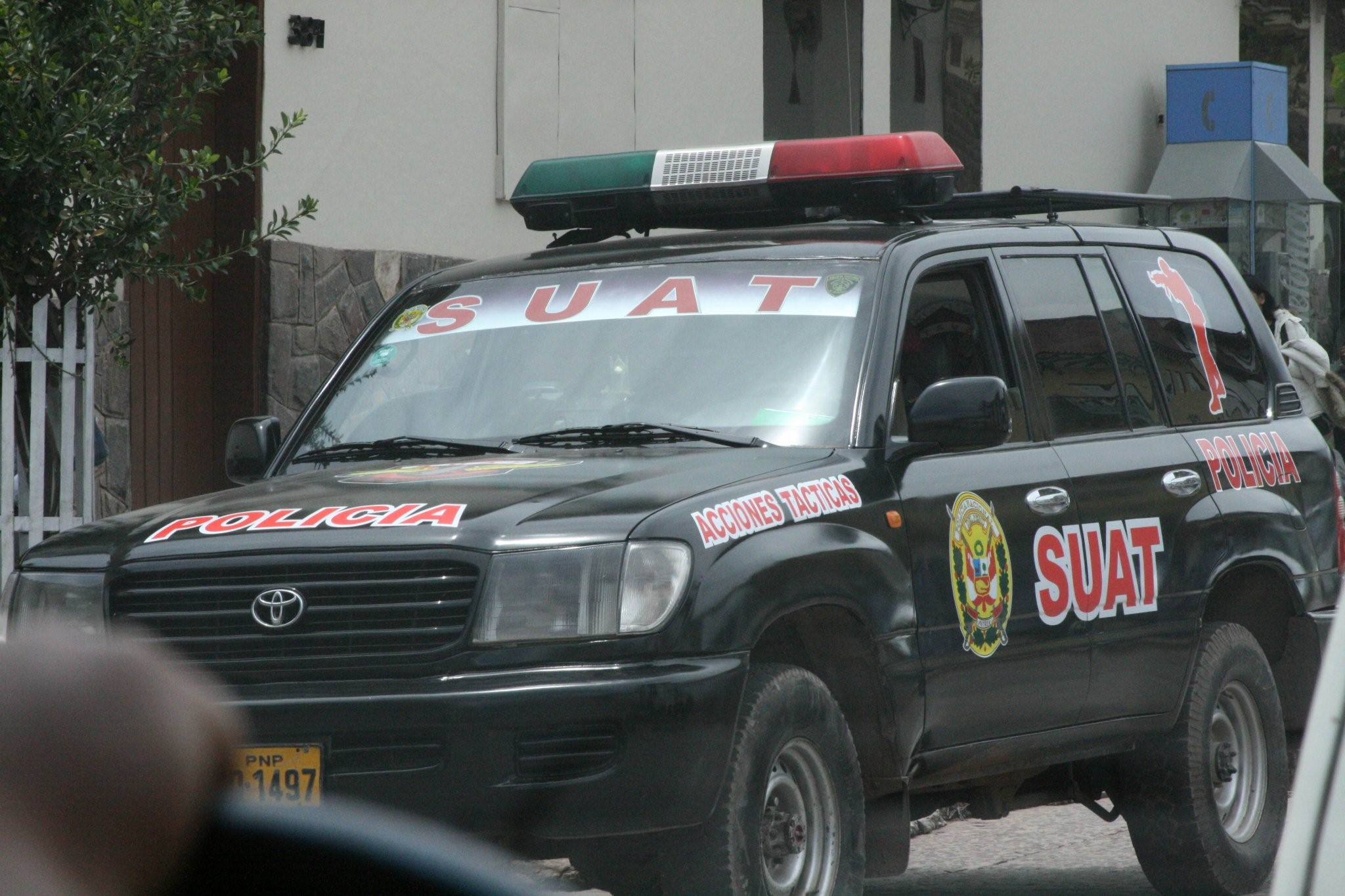
Ein Fahrzeug der SUAT in Cusco

Die Dirección Táctica Urbana de la Policía Nacional del Perú ist eine Spezialeinheit der Policía Nacional del Perú und führt Geiselbefreiungen oder Verhaftung gefährlicher Verbrecher durch. Die Einheit wird als SUAT oder UAT abgekürzt. In den Medien findet man auch die Bezeichnung Subunidad de Acciones Tácticas. Gegründet wurde die Einheit 1988 als Reaktion zum zunehmenden Terrorismus in den Städten wie er zum Beispiel von der Sendero Luminoso ausging. Sie untersteht innerhalb der Polizei der DINOES und hat etwa 130 Mitglieder.
Kommandeur war im Jahr 2014 und 2015 Carlos Cabrejo Becerra. Im Jahr 2016 war Milton Iván Quipuscoa Peralta Kommandeur, allerdings musste er den Posten räumen als ein Korruptionsskandal publik wurde.

## Kontroversen
Ein anonymer Anrufer hat ein Ministerialinspektorat im Peruanischen Innenministerium informiert, dass Fahrzeuge der SUAT unregelmäßige Benzinlieferungen erhalten. Daraufhin wurden von der Staatsanwaltschaft Ermittlungen eingeleitet und drei Polizisten und ein Bürger wurden verhaftet. Der Kommandeur Milton Iván Quipuscoa Peralta wurde entlassen. Weitere Beamten mussten sich Disziplinarverfahren stellen.